# Torneio Octávio Pinto Guimarães de 1986
O Torneio Octávio Pinto Guimarães de 1986, foi uma competição de futebol amistosa realizada no Nordeste brasileiro que reunia clubes da região. O certame foi chancelado pela Confederação Brasileira de Futebol (CBF) e sua nomenclatura é uma homenagem ao então presidente da mesma. O torneio contou com a participação de seis clubes de três estados da região, Ceará, Paraíba e Rio Grande do Norte, tendo cada estado dois representantes.

## Participantes
| UF                  | Cidade         | Clube                      |
| ------------------- | -------------- | -------------------------- |
| Ceará               | Fortaleza      | Ferroviário Atlético Clube |
| Ceará               | Fortaleza      | Fortaleza Esporte Clube    |
| Paraíba             | Campina Grande | Campinense Clube           |
| Paraíba             | João Pessoa    | Botafogo Futebol Clube     |
| Rio Grande do Norte | Natal          | Alecrim Futebol Clube      |
| Rio Grande do Norte | Natal          | América Futebol Clube      |

## Regulamento
O Torneio Octávio Pinto Guimarães foi disputado em duas etapas, a primeira, classificatória, no sistema de ida e volta por pontos corridos, a segunda, com partida única decisiva. Os times jogaram entre si por duas vezes, primeiramente os jogos foram realizados em ordem, depois repetidos na mesma ordem, apenas com o mando de campo invertido, as duas equipes com maior pontuação realizariam a final da competição.

## Final
| 4 de fevereiro de 1987 | Fortaleza     | 2 – 0 | Ferroviário | Castelão, Fortaleza |
|                        | Marcão Gilson |       |             |                     |

| Torneio Octávio Pinto Guimarães de 1986 |
| --------------------------------------- |
| Fortaleza Esporte Clube Campeão         |